# کایر (سیلوانه)
کایر یک منطقهٔ مسکونی در ایران است که در دهستان مرگور واقع شده‌است. کایر ۱٬۰۵۹ نفر جمعیت دارد.